# 高第甲
高第甲（?—?），直隸省天津府鹽山縣人，清朝政治人物、同進士出身。
光緒三年（1877年），参加丁丑科殿試，登進士三甲第110名。同年五月，分部學習。